# Pueblo amuzgo
El amuzgo o amochco es un grupo étnico indígena que habita en los actuales estados de Oaxaca y Guerrero en México. También se denomina amuzgo al idioma hablado por estos 33 294 hablantes. La lengua amuzga pertenece al grupo otomangue, tronco savizaa, familia mixteca. «Amuzgo» significa «lugar donde hay dulces o caramelos».

## Denominación
Se denominan, ya sea con el mismo nombre de su idioma, el amuzgo o con el propio y particular correspondiente con el pueblo o la región: por ejemplo, en San Pedro Amuzgos se auto-denominan Tzjon Non que se traduce como «pueblo de hilados, hilo suave o mecha»; en Santa María Ipalapa se auto-nombran Tzo'tyio que se vincula al río Camarón.

## Etimología
En lengua náhuatl, la palabra amuzgo viene de amoxco, que quiere decir «lugar de libros», por las raíces amox- (libros) y -co (locativo de lugar). Esta denominación se debe a que el poblado principal de esta etnia en la época prehispánica fungía como cabecera administrativa y religiosa de la zona, donde se registraba por escrito todo lo que sucedía alrededor.

## Cultura

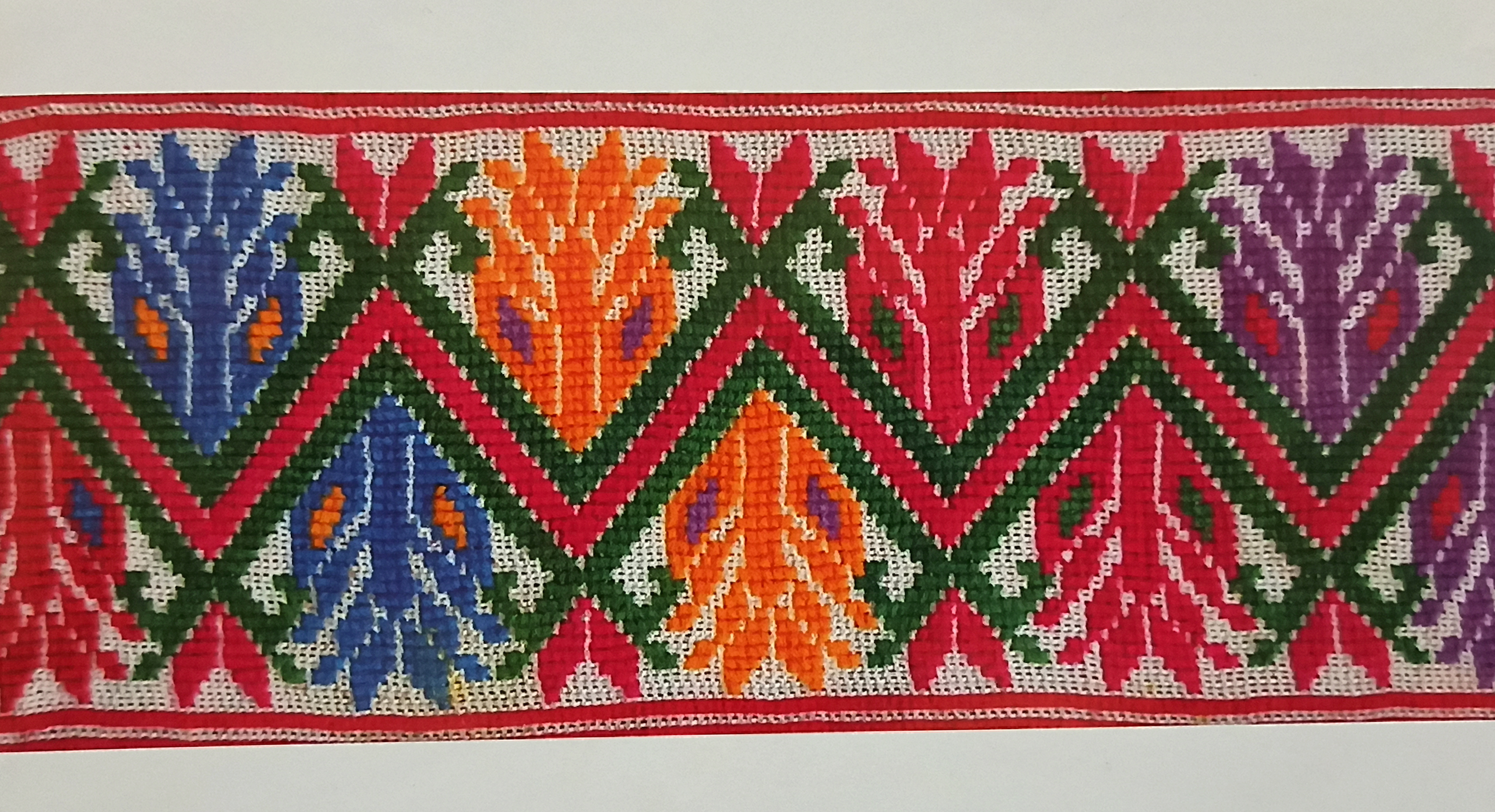
Diseño textil realizado con telar de cintura.

Aunque el idioma amuzgo está perdiendo terreno frente al castellano —pues muchos amuzgos emigran a la Ciudad de México o al norte desde muy jóvenes—, continúa muy vigente y con bastante fuerza según regiones, micro-regiones, comunidades, agencias o rancherías del territorio amuzgo. En el programa Ventana a mi comunidad aparecieron una serie de seis capítulos sobre la vida de niñas y niños de esta comunidad: «Cocinando con mi mamá», «Mi pueblo amuzgo», «Chapuzón en el río», «Dobla la milpa que ahí viene el agua», «Mi huipil amuzgo» y «La teja».
Sus principales fuentes de ingresos son la agricultura, la ganadería y el telar de cintura, el cual es operado por las mujeres. Los hombres por lo regular se dedican más al campo. 
Esta población se establece casi con su lengua natal, la cual se está casi perdiendo porque las personas ya casi no la practican.
Esta falta de práctica en la lengua ha hecho que las personas ya no puedan comunicarse en la forma que ellos solían hacerlo haciendo más difícil su comprensión.

## Poblaciones
- Zacualpan (Guerrero). Este es uno de los primeros pueblos amuzgos que se fundaron en la región Costa Chica de Guerrero. Durante mucho tiempo este pueblo sufrió ciertas emigraciones de sus habitantes y se quedó olvidado. Sin embargo, este pueblo no está documentado hasta nuestro día, lo único que se preserva y conserva es la tradición oral de ser la "madre de la cultura amuzga", aunque muchos de los pueblos amuzgos no aceptan ser parte de él, ya que esto se cuenta los habitantes de esta comunidad que ha tenido muy fuerte discusiones con sus pueblos hijos, además se cuenta que aquí nacieron los primeros indígenas amuzgos y se emigraron para refundar otros pueblos amuzgos en la que existen hoy en día. Actualmente Zacualpan es considerado corazón de todos los pueblos amuzgos de Guerrero y Oaxaca.
- Ometepec
- Quetzalapa
- Cochoapa: Es un pueblo que está a 3 km. El 50 % de la población habla amuzgo.
- Cumbre de Barranca Honda
- Arroyo Barranca Honda
- Plan Juste
- Tierra Colocada
- Arroyo Zapote
- Rancho San Francisco
- Cerro Pájaro
- Tlacoachistlahuaca
- Huehuetonoc
- Xochistlahuaca
- Cozoyoapan
- Cruz Verde (Guerrero)
- Huixtepec: Es un nombre compuesto por dos palabras del náhuatl, wixtletl, que quiere decir "espina" y tepetl, que significa "cerro", de estas dos palabras se traduce literalmente el nombre "CERRO ESPINUDO". Primero- este nombre es del cerro más alto del lugar, Segundo- este nombre llega a ser el nombre del pueblo "Huixtepec" palabra españolizada. Los habitantes de esta población el 80 % son hablantes de amuzgo y el 20 % de habla española. El número total de los habitantes de esta población es de 3328, no incluyendo a los de 1-5 años, de acuerdo al censo 2005.-INEGI.
- El Paso Cuahulote
- Huajintepec

Los hablantes de amuzgo en Oaxaca, se concentran en los municipios de San Pedro Amuzgos y Santa María Ipalapa, sumando juntos 4813 hablantes. En el estado de Guerrero, es donde se concentra la mayor cantidad de hablantes, calculados en 37 779 (según censo de 2005).